# Hella Ranner
Hella Ranner (* 10. Mai 1951 in Graz) ist eine österreichische Politikerin (ÖVP) und war zuletzt seit 2009 Mitglied des Europäischen Parlaments. Am 29. März 2011 erklärte sie ihren Rücktritt. Nach einem Prozess wegen Untreue und schweren Betrugs wurde sie 2015 rechtskräftig zu 26 Monaten Haft verurteilt.

## Ausbildung und Beruf
Ranner besuchte von 1957 bis 1969 eine Volksschule und das Realgymnasium der Ursulinen in Graz. Danach studierte sie Betriebswirtschaft und Rechtswissenschaften an der Universität Graz, wo sie ersteres 1974 mit einem Magister rer. soc. oec. abschloss und 1976 in Rechtswissenschaften zum Dr. iur. promoviert wurde.
Bereits während ihrer Studienzeit war sie in der Marketingabteilung einer Skischuhfabrik in Graz tätig. Nach ihrem Universitätsabschluss fungierte sie als Universitätsassistentin an der Juridischen Fakultät der Universität Graz (Institut für Verfassungsrecht).
1977 zog sie nach Wien um, um als Referentin im Verfassungsdienst des Bundeskanzleramts tätig zu sein, jedoch übte sie diese Funktion nur für kurze Zeit aus. 1979 begann sie eine Rechtsanwaltsausbildung in einer Kanzlei in Graz. Nach dem Abschluss dieser Ausbildung wurde sie 1982 als selbständige Rechtsanwältin in Graz tätig. Von 2004 bis zur Entsendung als Abgeordnete der ÖVP in das Europäische Parlament war sie zusätzlich Mitglied einer Rechtsanwaltssozietät.

## Politische Laufbahn
Ranner begann ihre politische Karriere 1988, als sie in den Grazer Gemeinderat gewählt wurde, in dem sie bis 1996 verblieb. 2009 wurde sie als Kandidatin der ÖVP in das Europäische Parlament gewählt, wo sie Mitglied im Ausschuss für Verkehr und Fremdenverkehr (TRAN) sowie in der Delegation für die Beziehungen zu Kanada war. Zudem war Ranner stellvertretendes Mitglied im Ausschuss für Kultur und Bildung (CULT) sowie stellvertretendes Mitglied in der Delegation für Kroatien.
Auf Grund von Vorwürfen, sie habe Aufwandsentschädigungen aus ihrer Tätigkeit als EU-Abgeordnete unrechtmäßig erhalten bzw. zur Tilgung privater Schulden zweckentfremdet, sowie einer Anzeige der Anwaltskanzlei für die sie früher gearbeitet hatte, sie habe über mehrere Jahre Prämien erschlichen und ungerechtfertigte Honorare gefordert, trat sie kurz nach dem Rücktritt von Ernst Strasser Ende März 2011 ebenfalls als Abgeordnete zurück.
Der Prozess in Folge der Anzeige ihres früheren Arbeitgebers begann am 4. November 2013. Am 10. April 2014 wurde sie wegen Untreue und Betrug zu zweieinhalb Jahren Haft verurteilt.
Sie erreichte eine Neuaufnahme des Verfahrens und wurde im 2. Verfahren rechtskräftig wegen Untreue und schweren Betrugs verurteilt.